# Lake Lea
Der Lake Lea ist ein See im Nordwesten des australischen Bundesstaates Tasmanien.
Er liegt an den Südosthängen der Black Bluff Range, ca. 10 km nördlich des Cradle-Mountain-Lake-St.-Clair-Nationalparks. In ihm entsteht der River Lea.